# جبل ظلملم
جبل ظلملم من أعلى المرتفعات في محافظة ريمة وهو ينسب إلى جعفربن إبراهيم ابن جعفر المناخي المتسلسل من سلالة ذي مناخ الحميري سلطان مخلاف جعفر حيث كان مركز حكمهم لريمة اليمن ويقع في مديرية كسمة  بلغ ارتفاع طوله بحوالي (2400 متراً) وهو يقع ضمن عزلة ظلملم سمي بهدا الاسم نظرا لظلامه الدائم فأرتفاعه الشاهق جعله في عناق دائم للسحاب والضباب يملاء المكان.